# Élections générales espagnoles de 2011 dans les îles Baléares
Les élections générales espagnoles de 2011 (en espagnol : Elecciones generales de España de 2011) se sont tenues le dimanche 20 novembre 2011 afin d'élire les 350 députés et 208 des 266 sénateurs de la Xe législature des Cortes Generales. 8 députés sont élus dans les îles Baléares.

## Résultats

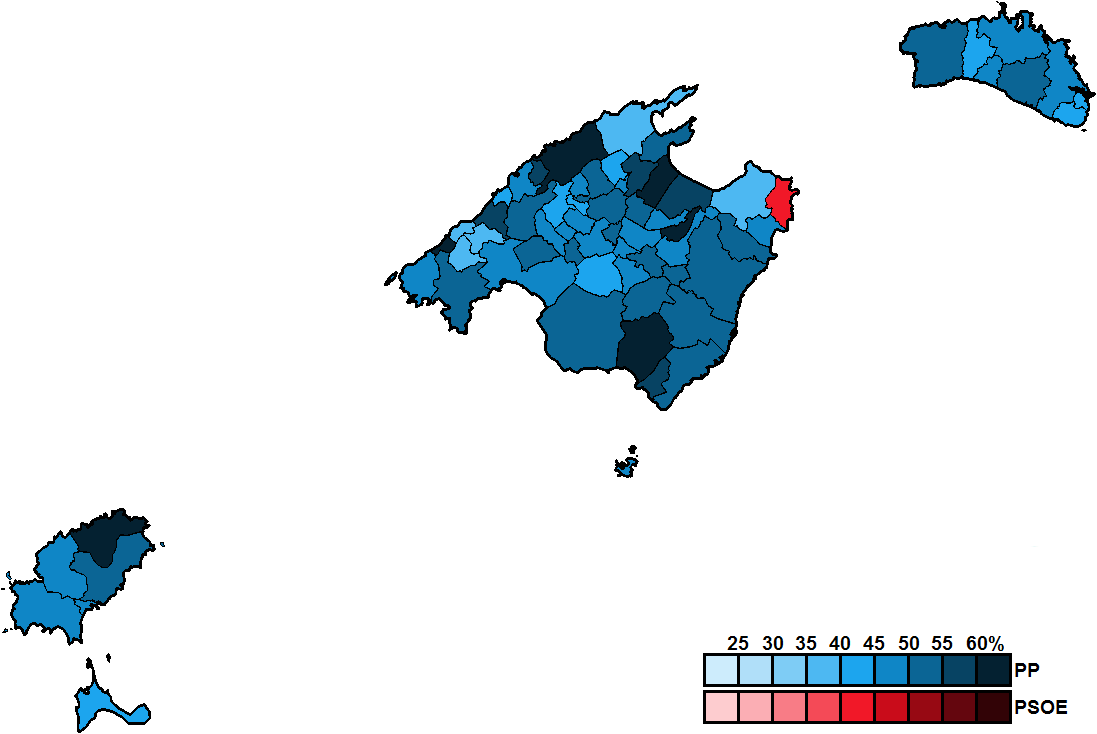
Résultats par commune.

| Parti                  | Parti                                                   | Voix    | %     | +/-   | Sièges | +/-           |
| ---------------------- | ------------------------------------------------------- | ------- | ----- | ----- | ------ | ------------- |
|                        | Parti populaire (PP)                                    | 217 327 | 49,59 | 5,62  | 5      | 1             |
|                        | Parti socialiste ouvrier espagnol (PSOE)                | 126 512 | 28,87 | 15,36 | 3      | 1             |
|                        | Liste commune PSM-EN-IV-ExM-Equo                        | 31 417  | 7,17  | 1,80  | 0      | en stagnation |
|                        | Gauche plurielle (IU)                                   | 21 668  | 4,94  | 2,10  | 0      | en stagnation |
|                        | Union, progrès et démocratie (UPyD)                     | 18 525  | 4,23  | 3,57  | 0      | en stagnation |
|                        | Gauche républicaine (Esquerra)                          | 4 681   | 1,07  | Nv.   | 0      | en stagnation |
|                        | Sièges en blanc (EB)                                    | 4 271   | 0,97  | Nv.   | 0      | en stagnation |
|                        | Parti animaliste contre la maltraitance animale (PACMA) | 3 641   | 0,83  | 0,58  | 0      | en stagnation |
|                        | Pour un monde + juste (PUM+J)                           | 1 093   | 0,25  | 0,16  | 0      | en stagnation |
|                        | Parti Famille et vie (PFyV)                             | 746     | 0,17  | 0,11  | 0      | en stagnation |
|                        | Unification communiste de l'Espagne (UCE)               | 450     | 0,10  | Nv.   | 0      | en stagnation |
|                        | Vote blanc                                              | 7 941   | 1,81  | 0,54  |        |               |
|                        |                                                         |         |       |       |        |               |
| Suffrages exprimés     | Suffrages exprimés                                      | 438 272 | 98,38 |       |        |               |
| Votes nuls             | Votes nuls                                              | 7 216   | 1,62  |       |        |               |
| Total                  | Total                                                   | 445 488 | 100   | -     | 8      | en stagnation |
| Abstention             | Abstention                                              | 285 252 | 39,04 |       |        |               |
| Inscrits/Participation | Inscrits/Participation                                  | 730 740 | 60,96 |       |        |               |